# 渡村 (愛知県)
渡村（わたりむら）は、かつて愛知県碧海郡にあった村である。
現在の岡崎市西部（渡町・筒針町など）に該当する。

## 歴史
- 1901年（明治34年）4月4日 - 本郷村の一部（渡・筒針）が分立し、渡村が発足。
- 1906年（明治39年）5月1日 - 矢作町、中郷村、本郷村、長瀬村、志貴村、志賀須香村と合併し、矢作町発足。同日渡村は廃止。